# Monumento a Lord Cochrane
El Monumento a Lord Cochrane es una obra escultórica ubicada en la ciudad de Valparaíso, Chile, en la intersección de Avenida Brasil con calle Bellavista. Está dedicada a Thomas Cochrane, marino británico-chileno, comandante en jefe de la Escuadra Libertadora. Fue encargada a Londres por el Intendente Francisco Echaurren.
Fue inaugurada el 12 de febrero de 1873, como el primer monumento erigido en Valparaíso.

## Historia

### Idea y gestión del proyecto
La idea de erigir un monumento a Cochrane fue de sus antiguos compañeros de armas, entre quienes estaban los almirantes Manuel Blanco Encalada, Roberto Simpson y Santiago Jorge Bynnon, así como el comandante Paul Hinckley Délano.
El intendente Francisco Echaurren recibió la iniciativa y fue uno de sus más activos gestores para llevarla a cabo. La obra fue financiada mediante colecta pública entre los ciudadanos de la ciudad puerto, a cuyos donantes se les entregó una medalla conmemorativa. La Municipalidad de Valparaíso contribuyó con 2000 pesos de la época, y también aportó la Municipalidad de Santiago, por iniciativa de su intendente, Benjamín Vicuña Mackenna.
La ejecución de la obra se encargó a Londres. El nombre del escultor se ha perdido. La fundición del bronce con el cual está hecha se encomendó al londinense George Anderson Lavason por 1350 libras esterlinas.
Echaurren estableció que la estatua se instalaría en la Plaza de la Intendencia, actual Plaza Sotomayor, al costado del  Cuerpo de Bomberos y mirando hacia el Edificio de la Intendencia, actual Edificio Armada de Chile. Mediante un decreto firmado el 4 de septiembre de 1872, designó una comisión presidida por el contraalmirante Roberto Simpson para encargarse de los preparativos de su instalación.

### Inauguración

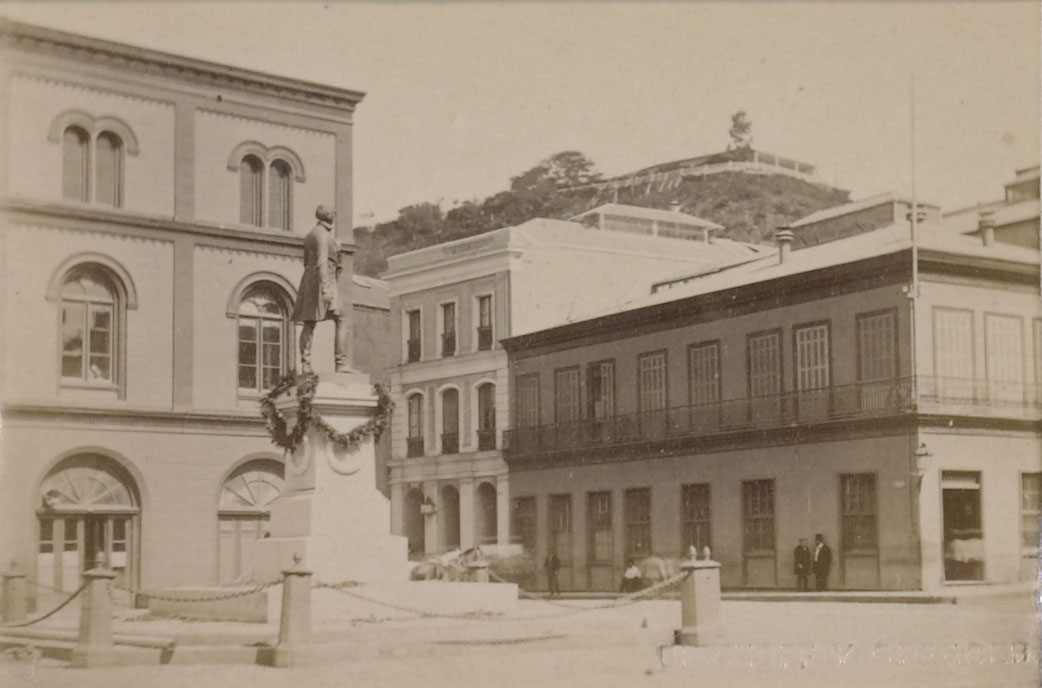
La estatua en la Plaza de la Intendencia, en 1874

La obra se inauguró el 12 de febrero de 1873. Se la situó originalmente en la Plaza Sotomayor, permaneciendo ahí por cerca de 12 años. En 1895, se trasladó a su actual ubicación, y en el año 1920 se le agregó la proa de un buque y un obelisco. En 1925, con ocasión de la visita del Príncipe de Gales (Eduardo de Windsor), se construye su actual pedestal.[cita requerida]

### Centenario y actualidad
Para el centenario de su inauguración, el 12 de febrero de 1973, la obra adquirió realce popular.

## Materialidad
La escultura está hecha de bronce, puesta sobre un pedestal de granito y piedra caliza; la acompaña un obelisco del mismo material. En los costados del pedestal, tiene escenas históricas esculpidas en fierro y una proa de buque. Está rodeada por una pileta con chorros de agua que salen por la boca de leones.[cita requerida]

## Galería

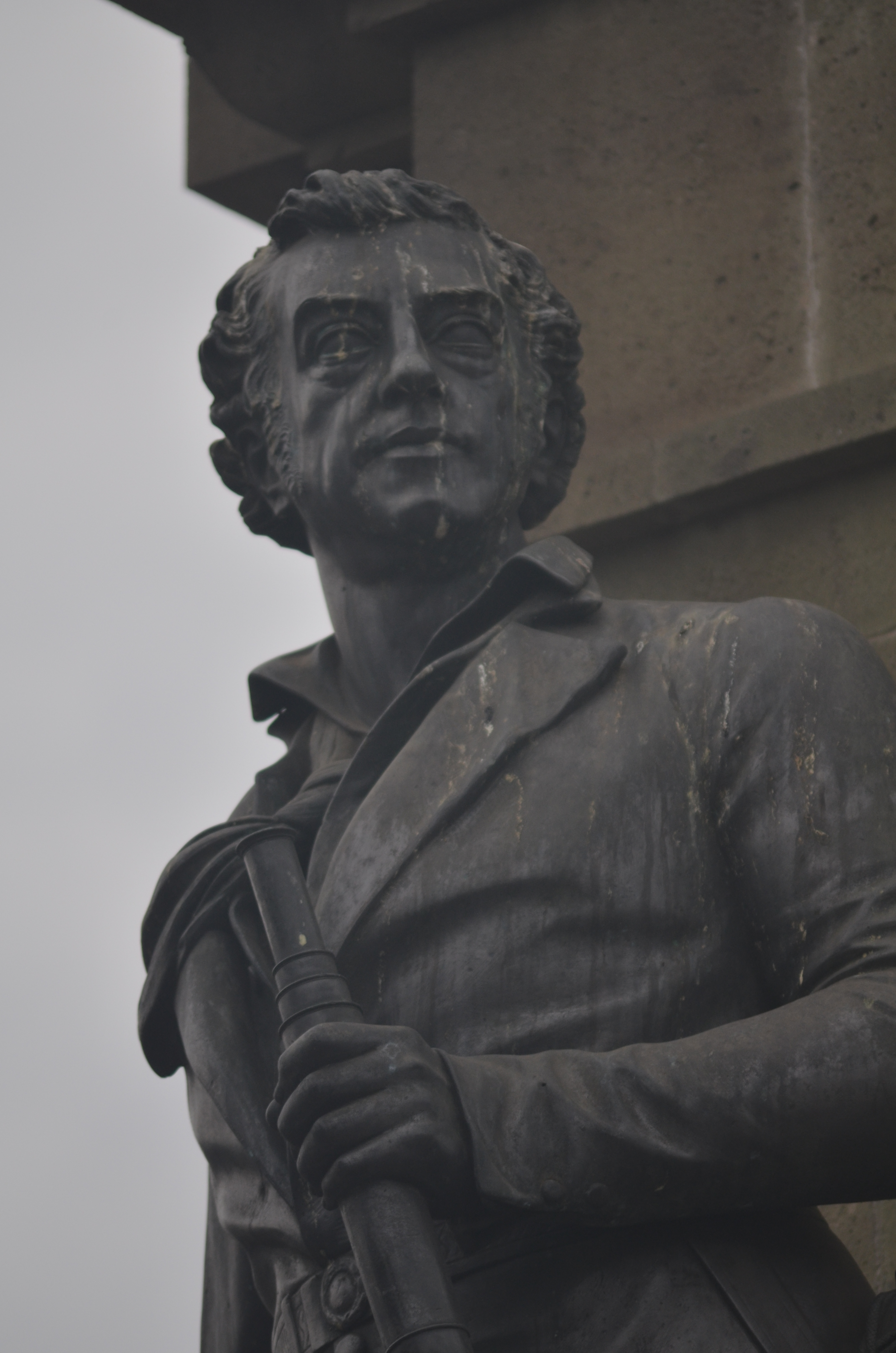
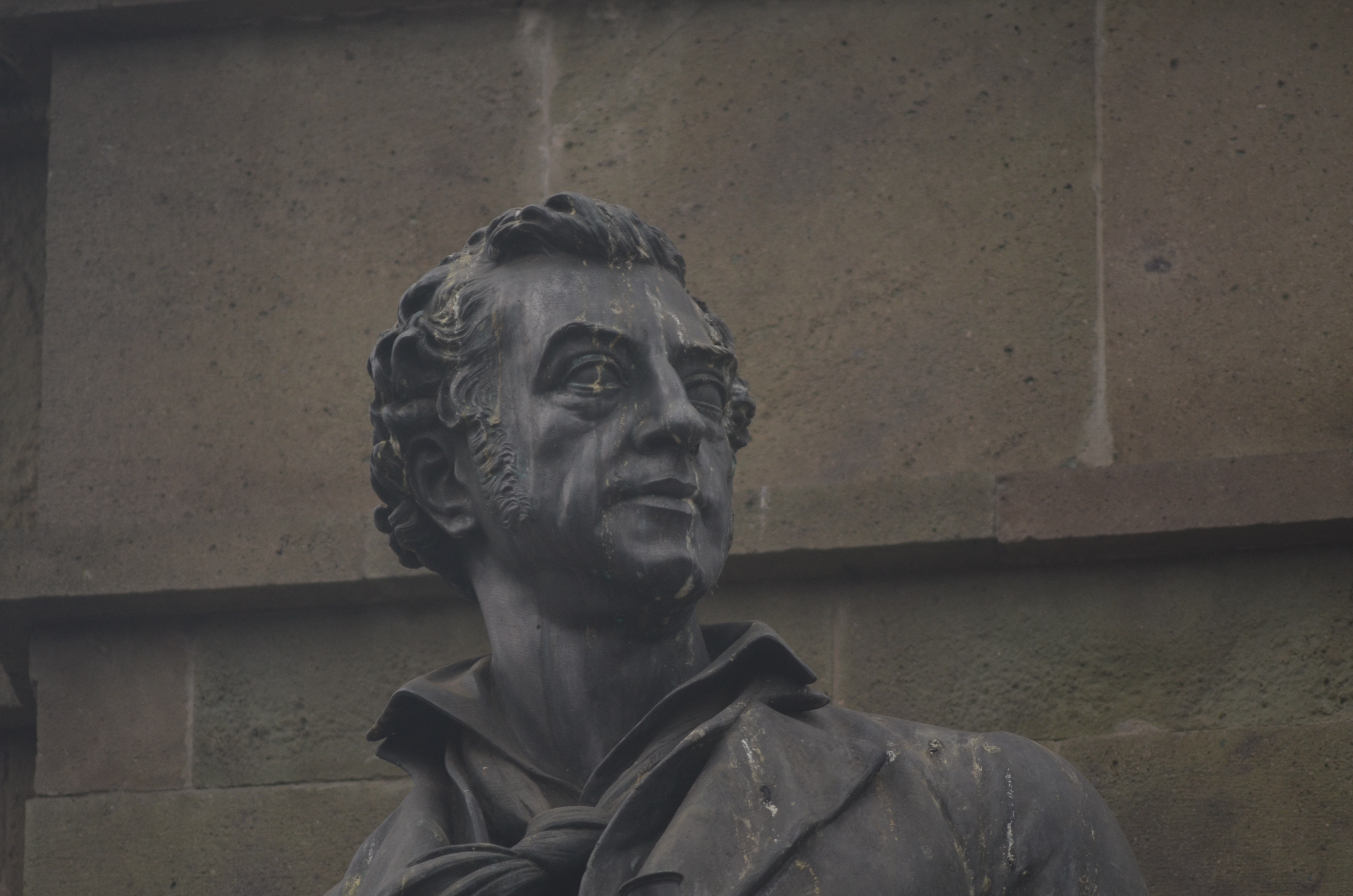
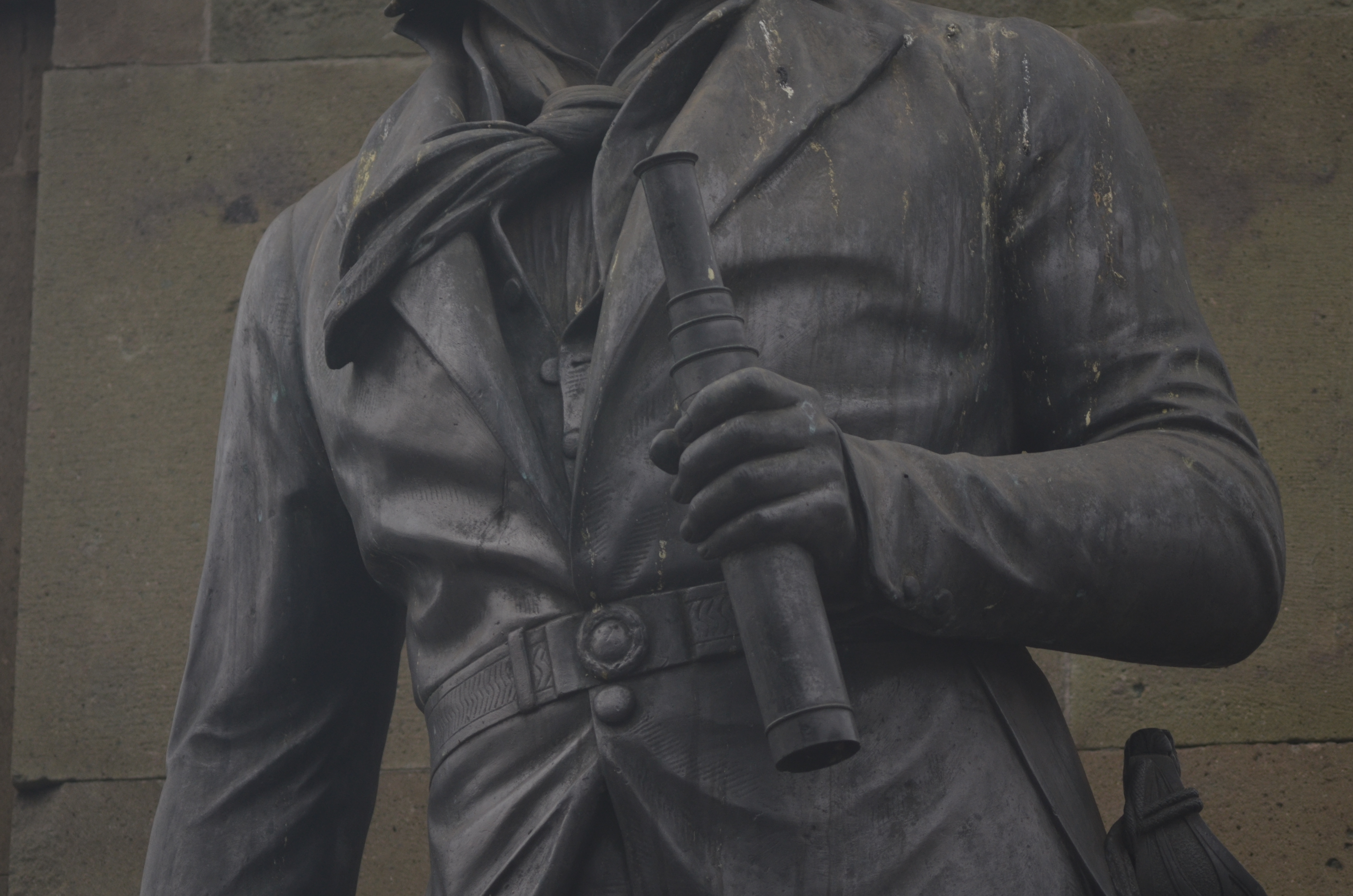
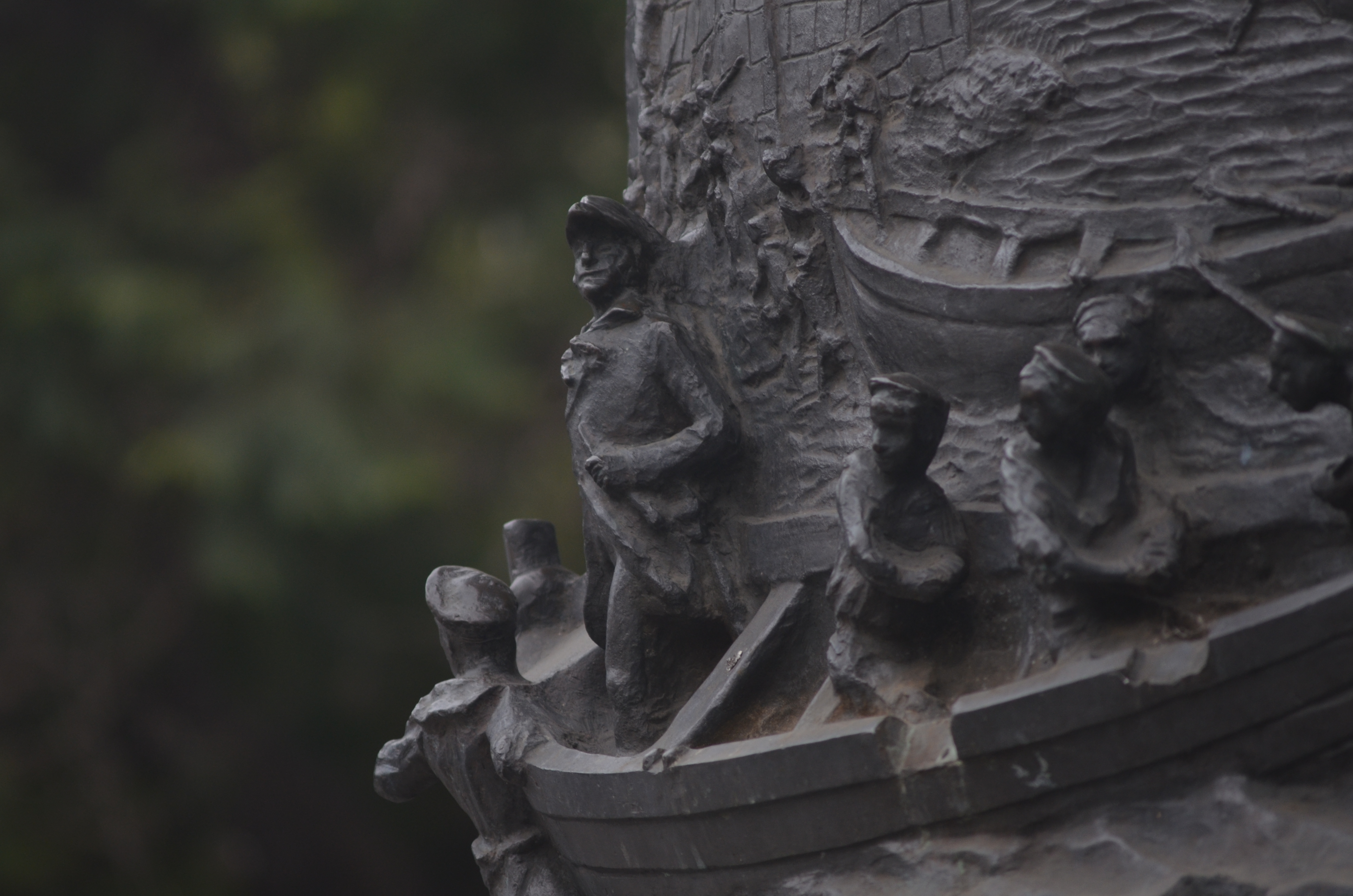
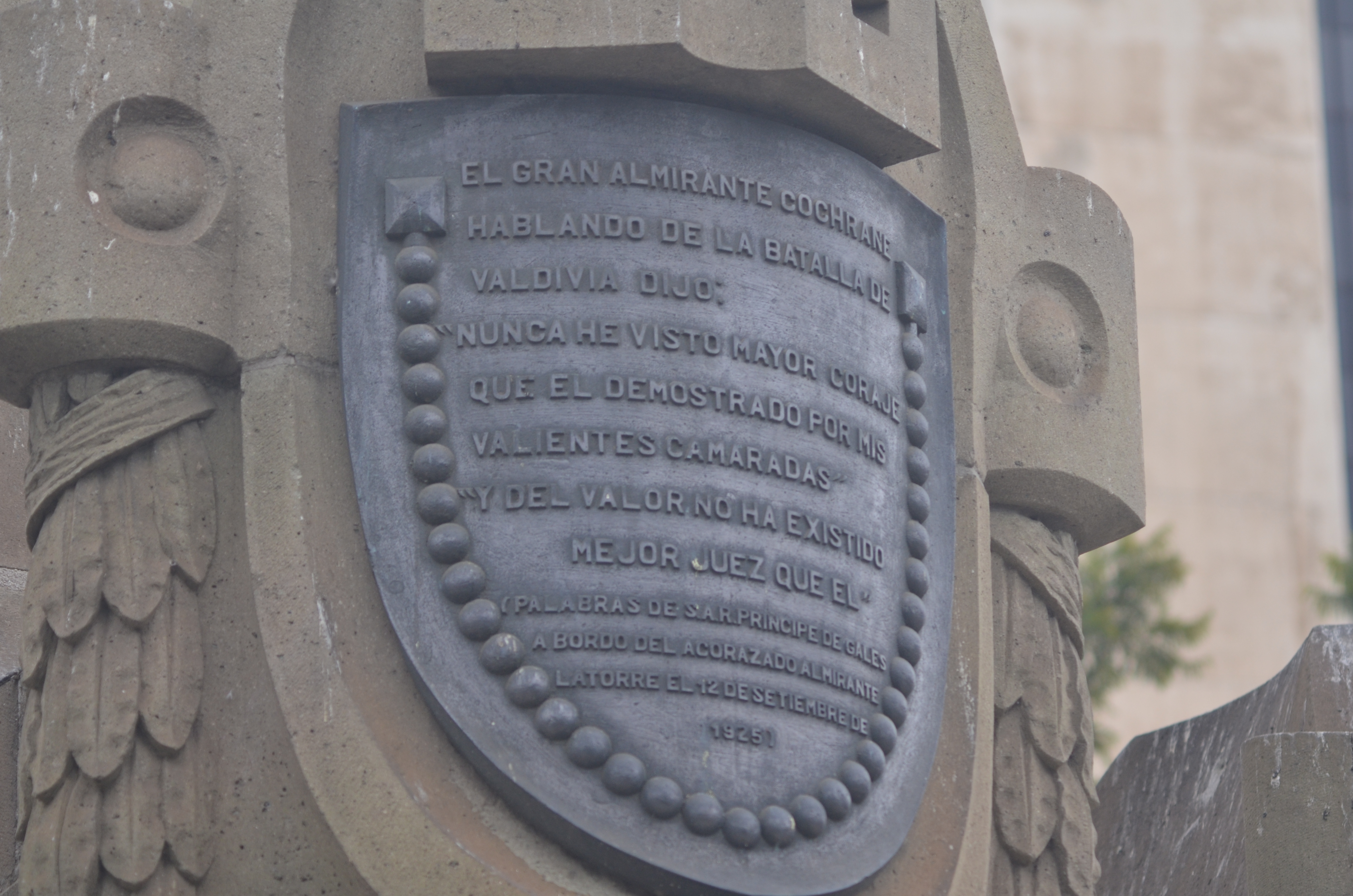